# إيف توريس
إيف ماري توريس (بالإنجليزية: Eve Torres) (ولدت في 21 أغسطس، 1984)  هي راقصة أمريكية، وعارضة، ومصارعة محترفة، ومديرة، وممثلة، ومسؤولة تنفيذية سابقة. تعرف من خلال عملها مع دبليو دبليو إي باسم إيف توريس، أو إيف اختصارا.
بدأت توريس حياتها المهنية كعارضة وراقصة. رقصت توريس لدوري المحترفين الصيفي، كما أصبحت لاحقا عضوا في فريق الرقص في الرابطة الوطنية لكرة السلة لفريق لوس أنجلوس كليبرز لموسم 2006-2007. كما ظهرت في برامج تلفزيونية عدة، بما في ذلك شو مي ذا ماني، وصنست تان، وديل أور نو ديل.
في عام 2007، فازت إيف برنامج دبليو دبليو إي ديفا سيرش 2007، حيث حصلت على عقد مع دبليو دبليو إي. ظهرت توريس للمرة الأولى على تلفزيون الدبليو دبليو إي باعتبارها مذيعة مقابلات وراء الكواليس خلال عام 2008. كما ظهرت أيضًا في مسابقات لا تتعلق بالمصارعة مثل مسابقات البيكيني ومسابقات الرقص. أصبحت توريس في وقت لاحق مصارعةً بدوام كامل في عام 2009، حيث كانت طرفًا في عداوت مع ميشيل ماكول، وليلى وناتاليا. توريس أيضًا أصبحت مديرة للفريق الثنائي كرايم تايم. وبعد نقلها إلى قسم راو في أواخر عام 2009، أدارت كريس ماسترز قبل أن تفوز ببطولة دبليو دبليو إي ديفاز في أبريل 2010. بقيت البطولة معها لمدة 69 يومًا، قبل أن تخسرها في يونيو. بعد أن كانت مرافقة ل آر تروث في أواخر عام 2010، ربحت توريس بطولة الديفاز للمرة الثانية في حدث رويل رامبل الذي جرى في يناير 2011. استمر عهدها الثاني بالبطولة حتى أبريل 2011. في أبريل 2012، تم تعيينها في منصب المدير التنفيذي لمدير عام سماكداون وراو جون لورينايتس. وفي أغسطس 2012، أصبحت إيف مساعدة المدير العام لسماكداون.
إيف طلبت من فينس مكماهون فسخ عقدها قبلها بشهر لكي تركز على عملها كمُدرسة في برنامج تمكين المرأة للدفاع عن النفس (بالإنجليزية: Gracie Women Empowered Self-defense program) ولتكون مع زوجها رينير جرايسي.

## المسيرة كعارضة وراقصة
بينما كانت توريس تدرس في جامعة جنوب كاليفورنيا، بدأت تظهر في الإعلانات التجارية وأشرطة الفيديو والموسيقى. كما شاركت في فريق رقص اسمه «ذا يو إس سي فلاي غيلرز دانس»، كما لحنت الكثير من الألحان الراقصة لهم. كما رقصت إفي جنوب كاليفورنيا في جامعة برو سمر في الدوري الأمريكي لكرة السلة (إن بي إيه). وبعد تخرجها من الجامعة، أصبحت توريس راقصة وعارضة بداوم كامل. بعد ذلك، أصبحت توريس عضوا في فريق الرقص في الدوري الاميركي للمحترفين في لوس انجلس كليبرز لموسم 2006-2007. كما ظهرت في برنامج «شو مي ذا موني».

## المسيرة في مصارعة المحترفين

### دبليو دبليو إي (2007-2013)

#### ديفا سيرش (2007)
في مايو 2007، شاركت توريس في مسابقة دبليو دبليو إي ديفا سيرش. وتم اختيارها من قبل المسؤولين في الدبليو دبليو إي كأحد آخر ثمانية من 50 متسابقة أخرى. وفي 29 أكتوبر، 2007، في حلقة راو التي جرت في مدينة فيلادلفيا، فازت إيف في المسابقة بعدما هزمت منافستها بروك جيلبريستين وأصبحت بذلك ديفا. وبعد فوزها، بدأت تتدرب في منظمة أوهايو فالي ريسلينغ (أو في دبليو) قبل استدعائها للقائمة الرئيسية.

#### سماكداون (2008-2009)
في 11 يناير، 2008، ظهر فيديو يروج لبداية توريس في سماكداون. وظل الفيديو يعرض لثلاثة اسابيع قبل أن تظهر لأول مرة في 1 فبراير، 2008، في حلقة سماكداون عندما قابلت باتيستا. وفي بدايات 2008، شاركت توريس في مسابقة لتحديد أقوى مصارعة في سماكداون. كما شاركت في مسابقة بيكيني ومسابقة مصارعة الأذراع قبل أن تخسر المباراة. كما ظهرت راسلمينيا إكس إكس أي في باعتبارها لامبيرجل في مباراة بني مينيا بين ماريا كانيلس واشلي ضد بيث فينيكس وميلينا بيريز. وظلت إيف تشارك في مسابقات مماثلة لبقية السنة. وفي الحلقة رقم 800 من راو في 3 نوفمبر، 2008، شاركت إيف لأول مرة في حلقة تلفزيونية في مباراة فريق زوجي مكون من 16 مصارعة. وخسر فريقها المباراة على الرغم من أنها لم تبدل دورها مع زميلاتها.
في أوائل عام 2009، بدأت توريس أول عداوة لها حيث كانت مع ميشيل مكول وبدأت بعد أن هاجمتها مكول. وفي حلقة 6 فبراير من سماكداون، لعبت توريس أولى مباريتها عندما خسرت لصالح مكول عن طريق الاستسلام. واستمرت عداوتهما لأشهر حيث كن يلعبن ضد بعضهن في المباريات الفردية ومباريات الفرق الزوجية. ثم بدأت عداوة مع ليلى في منتصف عام 2009. ولعبوا ضد بعضهم في مباريات الرقص ومصارعة الأذرع قبل أن تلعب إيف ضد ليلى في حلقة 29 مايو من سماكداون في مباراة مصارعة. في 18 يونيو في حلقة دبليو دبليو إي سوبرستارز، فازت إيف على ليلى مرة أخرى. وتصافحتا بعد ذلك.
بدأت إيف تظهر مع فريق كرايم تايم وذلك أثناء عداوتها مع ليلى. كما بدأت تظهر معهم في مقاطع خلف الكواليس. كما رافقتهم إلى الحلبة كمديرة لهم خلال عداوتهم مع فريق هارت دايناستي (تايسون كيدد، ديفيد هارت سميث، ناتاليا). كما لعبت مع فريق كرايم تايم في مباريات الفرق الزوجية ضد فريق هارت دايناستي. كما لعبة مباريات فردية وزوجية ضد ناتاليا. وكانت آخر مباراة لها في سماكداون كانت في 9 أكتوبر، عندما خسرت مباراة لصالح ميشيل مكول.

#### راو وبطلة الديفاز (2009-2013)
في 12 أكتوبر، 2009، انتقلت إيف إلى راو. في حلقة 2 نوفمبر في راو، لعبت توريس مباراتها الأولى في القسم وكانت من نوع «باتل رويل» وهي المباراة التي فازت بها أليشا فوكس. ثم بدأت قصة حب مع كريس ماسترز في ديسمبر 2009 وأصبحت خادمته. في يناير، 2010، أصبحت بطولة الديفاز بدون بطل نظرا لإصابة البطلة ميلينا. ونتيجة لذلك، تم عمل دورة لتحديد البطلة الجديدة. وصلت إيف حتى الدور نصف النهائي. حيث خسرت من قبل الفائزة في نهاية المطاف ماريس. وفي راسلمينيا إكس إكس في أي، كانت إيف تلعب في الفريق الخاسر في مباراة 10 مصارعات. ولكن في الليلة التالية في راو، انتصرت على ماريس في مباراة إعادة ليفوز فريقها.
في حلقة راو التي جرت في 5 أبريل، فازت بمباراة باتل رويل كان عنوانها «دريس تو إمبريس» لتصبح المتحدية الأولى لبطولة الديفاز. وفي الأسبوع التالي في راو، فازت توريس على ماريس لتحرز لقب الديفاز للمرة الأولى. ونجحت في الدفاع عن البطولة أمام ماريس في مايو في حدث دبليو دبليو إي أوفر لميتد. إلا أنها خسرت البطولة في شهر يونيو في مباراة رباعية لصالح أليشيا فوكس في حدث فيتال فور واي في 5 يوليو، في حلقة راو، حاولت إيف استعادت البطولة من فوكس إلا أنها خسرت المباراة عندما أدعت فوكس أنها أصيبت في كاحلها. ونتيجة لذلك، لعبت إيف مباراة أخرى ضد فوكس على اللقب وكانت في حدث ماني إن ذا بانك إلا أنها لم تنجح في استعادة البطولة. في منتصف 2010، بدأت توريس تظهر كخادمة لآر تروث.
في حلقة راو التي جرت في 7 يناير، 2013، دافعت إيف بنجاح عن بطولة الديفاز أمام كايتلين عن فازت عن طريق انسحابها من المباراة. في «الذكرى ال20» لراو التي جرت في 14 يناير، خسرت إيف بطولة الديفاز لكايتلين واستقالت من دبليو دبليو إي على الفور بعد الخسارة. إيف طلبت من فينس مكماهون فسخ عقدها قبلها بشهر لكي تركز على عملها كمُدرسة في برنامج تمكين المرأة للدفاع عن النفس (بالإنجليزية: Gracie Women Empowered Self-defense program) ولتكون مع زوجها رينير جرايسي.

## مظاهر إعلامية
في أغسطس 2008، ظهرت توريس مع زميلاتها الديفاز ماريا كانيلس وكانديس ميشيل في حلقة صنست تان. في 2 أكتوبر، 2008، ظهرت توريس وماريا في حلقة خاصة من برنامج ماجيك بيغيست سيكريتس فاينالي ريفيلد. كما ظهرت أيضا مع ماريس أوليت وميشيل مكول في يناير 2009 في مجلة مسل اند فيتنيس. كما ظهرت توريس في 3 نوفمبر، 2009 في حلقة ديل أور نو ديل. مع ماريا كانيلس ودولف زيغلر.

## الحياة الشخصية
ولدت توريس في دنفر، كولورادو وهي من أصول لاتينية. في أكتوبر، 2008، ظهر شقيق توريس الأصغر فيليب في برنامج «ار يو سمارت ثين فايف غرايد?» حيث فاز بمبلغ 100,000. درست توريس في جامعة جنوب كاليفورنيا بمنحة دراسية كاملة. وخلال الكلية، كانت توريس واحدة من الأعضاء المؤسسين لجماعة فاي أوميغا فاي بيتا وهو نادي نسائي. أثناء وجودها في جماعة فاي بيتا أوميغا، حصلت على جائزة التميز الأكاديمي في ترتيب جوائز أوميغا اليونانية. وتخرجت مع مرتبة الشرف في مايو 2006 ومعدل 3.5 مع شهادة البكالوريوس في الهندسة الصناعية والنظم.
تدربت توريس على رياضية جيو جيتسو البرازيلية وحصلت على الحزام الأزرق من أكاديمية جيو جيتسو جرايسي في تورانس، كاليفورنيا. كما شاركت توريس في رياضة الملاكمة بالأرجل.

## في المصارعة
- الحركة القاضية
  - ستاندينغ مونسولت[33]
  - مونسولت[36]
- حركات تعرف بها
  - إنزوغيري[64]
- مصارعون أدارتهم

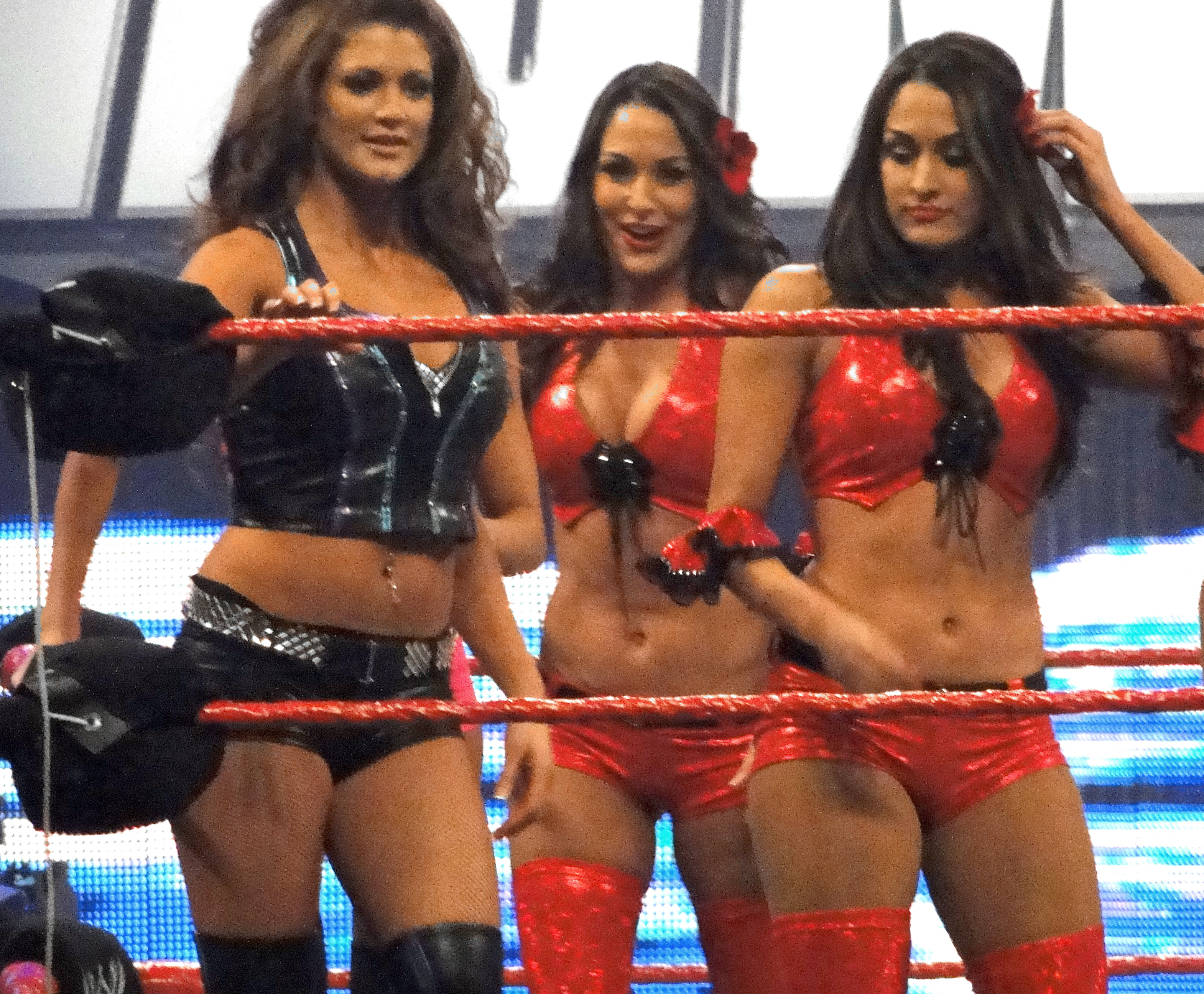
إيف و التوأم بيلا في رويل رامبل 2010

  - كرايم تايم (شاد غاسبارد وجاي تي جي)[6][34]
  - كريس ماسترز[41]
  - آر تروث
- أغنية الدخول
  - «شي لوك غوود» بواسطة جيم جونستون[65]

## بطولات وإنجازات
- دبليو دبليو إي
  - بطولة دبليو دبليو إي ديفاز (مرة)[46]
  - فائزة في مسابقة دبليو دبليو إي ديفا سيرش (2007)[66]

## وصلات خارجية
- إيف توريس على موقع دبليو دبليو إي (الإنجليزية)
- إيف توريس على موقع WrestlingData.com (الإنجليزية)
- إيف توريس على موقع CageMatch worker (الإنجليزية)
- إيف توريس على موقع قاعدة بيانات المصارعة على الإنترنت (الإنجليزية)
- إيف توريس على موقع عالم المصارعة على الإنترنت (الإنجليزية)
- إيف توريس على موقع عالم المصارعة على الإنترنت (الإنجليزية)
- إيف توريس في موقع دبليو دبليو إي
- إيف توريس في موقع أون لاين وورلد أوف ريسلينغ
- إيف توريس على موقع IMDb (الإنجليزية)
- إيف توريس على موقع ألو سيني (الفرنسية)
- إيف توريس على موقع قاعدة بيانات الفيلم (الإنجليزية)
- إيف توريس على موقع كينوبويسك (الروسية)